# Стамбул-Гезарфен
Аеродром Гезарфен (тур. Hezarfen Havaalanı) (ICAO: LTBW) — приватний аеропорт авіації загального призначення в районі Чаталджа, Стамбул, Туреччина. 
Це один із п’яти аеропортів Стамбулу разом із аеропортом Стамбул (LTFM), Стамбул-Сабіха Гьокчен, (LTFJ), Стамбул-Ататюрк (LTBA) та армійська авіабаза Самандира (LTBX). 
Аеродром Гезарфен названо на честь Хезарфена Ахмета Челебі, легендарного османського льотчика, який літав через Босфор у XVII столітті, як розповідав тогочасний мандрівник Евлія Челебі.
Аеродром площею 200 га розташований на півострові, оточеному озером Бююкчекмедже на півдні та автострадою O-3/E80 на півночі. 
Розташований за 50 км на захід від Стамбула. 
Гезарфен є першим міжнародно визнаним приватним аеропортом Туреччини. 

Має асфальтовану злітно-посадкову смугу 681 х 28 м та чотири рульові доріжки, паралельні злітно-посадковій смузі, два бетонних перони площею 2400 м² та 3000 м². Також має трасу для мотокросу, летовище завдовжки 120 м для модельних літаків та вертолітний майданчик. 

## Hezarfen Hobbyland
Аеродром, також званий «Hezarfen Hobbyland», пропонує умови для авіамодельних польотів, автомодельних перегонів, мотокросу, драг-рейсингу (автомобілів і мотоциклів), випробувань автомобілів і водіїв, а також симуляції польотів. 

На додаток до «Стамбульського авіаційного фестивалю», який проводиться щороку в червні, на аеродромі Гезарфен також влаштовують музичний фестиваль просто неба Rock'n Coke, який проводиться з 2003 року щорічно у вересні протягом двох днів і залучає близько 30 000 шанувальників музики.
На аеродромі розташована авіаційна школа, яка готує авіадиспетчерів, пілотів літаків і вертольотів. Ще одна школа призначена для підготовки до перегонів на мотоциклах.
Інші соціальні заклади Hezarfen Hobbyland: ресторан і приміщення для ділових зустрічей, ярмарків і виставок. Зона громадського відпочинку також містить ігровий майданчик для дітей, майданчик для скейтбордингу та 2500 м траси навколо аеродрому для пробіжок і їзди на велосипеді, а також майданчик для пікніка та барбекю. 